# Masaomi Nakano
Masaomi Nakano (født 9. april 1996) er en japansk fodboldspiller.
Han har spillet for flere forskellige klubber i sin karriere, herunder Tokyo Verdy.